# Pascal Fauvel
Albert Pascal Fauvel (ur. 8 kwietnia 1882 w Béthisy-Saint-Pierre, zm. 22 października 1942 tamże) – francuski łucznik, trzykrotny medalista olimpijski.
Fauvel startował na Letnich Igrzyskach Olimpijskich 1920 w Antwerpii.  Podczas tych igrzysk sportowiec sklasyfikowany został w trzech drużynowych konkurencjach i we wszystkich zdobył medale olimpijskie. Wszystkie te konkurencje były jednak słabo obsadzone; w zawodach startowały tylko dwie ekipy (Belgia i Francja); wyjątkiem było strzelanie drużynowe z 28 m, gdzie oprócz tych dwóch startowała jeszcze Holandia (Holendrzy zdobyli nawet złoto).